# Покидченко, Александр Евгеньевич
Александр Евгеньевич Покидченко (23 декабря 1964, Ростов-на-Дону) — российский композитор и пианист, джазмен, заслуженный артист Российской Федерации. Член Союза композиторов России. 
Лауреат международного конкурса эстрадной песни в Варне, Болгария в 2005 году, титула удостоен за песню «Я и море» на стихи П. Дубаровой. Дипломант Международных конкурсов в Олденбурге (Германия, 2005, 2007).
Приглашённый педагог молодёжной оперной программы Большого театра России. Художественный руководитель ансамбля «Творческое содружество музыкантов». Участник Культурной программы Олимпийских Игр в Пекине-2008, Ванкувере-2010, Лондоне — 2012, Сочи — 2014.

## Биография
Александр Покидченко родился 23 декабря 1964 года в Ростове-на-Дону.
Окончил Московскую государственную консерваторию им. П. И. Чайковского по классу композиции. Обучался игре на рояле у видного детского педагога В. М. Клячко. В ходе более чем 35-летней карьеры проявил себя в различных жанрах — от джаза и романса до академической музыки.
В качестве композитора Покидченко — автор музыки к драматической сцене «Лабиринт» по трагедии М. Цветаевой «Ариадна» для солистов, органа и симфонического оркестра, мюзиклам «Леди Акулина», «Школа снегурочек», «Снежная королева. Глобальное потепление», к сказкам «Сон в зимнюю ночь», «Лукоморье», «Сказочный город». Автор камерных сочинений, песен, романсов. Написал музыку к моноспектаклям по творчеству А. Пушкина, К. Бальмонта, Н. Гумилёва, Р. Шумана, Г. Форе, С. Франка.
Автор, ведущий и исполнитель концертных программ, посвящённых выдающимся мастерам российской песни: Александру Цфасману, Оскару Фельцману, Яну Френкелю, Аркадию Островскому, Евгению Крылатову, Эдуарду Колмановскому, Юрию Саульскому, Игорю Шаферану, Евгению Евтушенко и другим известным композиторам и поэтам.
В качестве пианиста и концертмейстера постоянный участник программы «Романтика романса» на телеканале «Культура».
В качестве концертмейстера Покидченко аккомпанировал на фортепиано многим популярным и молодым талантливым певцам, среди которых Нина Шацкая, Леонид Серебренников, Бисер Киров, Тамара Гвердцители, Евгений Головин, Дмитрий Корчак, Василий Ладюк, Николай Диденко, Венера Гимадиева, Екатерина Лёхина, Ирина Богушевская, Светлана Портнянская, Кристина Мхитарян, Наталья Герасимова, Татьяна Моногарова, Вита Васильева, Юлия Борисевич, Юлия Мазурова, Елена Галицкая, Елена Ионова, Лариса Костюк, Максим Миронов и другие. Непосредственно на сцене пианист музыкально иллюстрировал выступления драматических актёров — Элины Быстрицкой, Сергея Юрского, Николая Караченцова, Екатерины Гусевой.
С 2000 года Покидченко является педагогом в летней школе с творческим уклоном «Мир через культуру» в городе Юрга Кемеровской области. С 2007 по 2016 годы Покидченко был ведущим педагогом и концертмейстером творческой программы «Тысяча городов России» Фонда «Мир искусства». С 2006 года — ведущий педагог и концертмейстер Фонда «Белый пароход».
В феврале 2007 года указом президента РФ присвоено звание «Заслуженный артист России».